# فيلي أوسترمان
فيلي أوسترمان (بالألمانية: Willi Ostermann)‏ هو كاتب أغاني ومغني وملحن وشاعر ألماني، ولد في 1 أكتوبر 1876 في Mülheim ‏ في ألمانيا، وتوفي في 6 أغسطس 1936 في كولونيا في ألمانيا.

## وصلات خارجية
- فيلي أوسترمان على موقع IMDb (الإنجليزية)
- فيلي أوسترمان على موقع ميوزك برينز (الإنجليزية)
- فيلي أوسترمان على موقع أول ميوزيك (الإنجليزية)
- فيلي أوسترمان على موقع ديسكوغز (الإنجليزية)